# Cordyline australis
Espèce
Classification APG III (2009)
Cordyline australis est une espèce de plantes à fleurs monocotylédones de la famille des Asparagaceae. C'est une plante arborescente, largement ramifiée, endémique de Nouvelle-Zélande. Elle atteignent jusqu'à 20 mètres de haut avec un tronc robuste et des feuilles en forme d'épée, qui sont regroupées à l'extrémité des branches et peuvent mesurer jusqu'à 1 mètre de long. Connu par les Maoris sous le nom de Ti Kouka, l'arbre était utilisé comme source de nourriture, en particulier dans l'île du Sud, où il était cultivé dans les zones où d'autres cultures ne se développaient pas. Il fournissait des fibres durables pour les textiles, les cordes d'ancrage, les lignes de pêche, les paniers, des capes imperméables, des manteaux et des sandales. Il est également cultivé comme arbre d'ornement dans les pays de l'hémisphère Nord au climat tempéré océanique, comme sur le littoral breton ou dans les parties les plus chaudes de la Grande-Bretagne où il est connu sous le nom de Torquay palm.
Avec sa haute taille, son tronc droit et dense, ses têtes de feuilles rondes, C. australis est un arbre caractéristique du paysage de Nouvelle-Zélande. Il est courant sur une vaste bande de latitude allant de l'extrême nord de l'île du Nord (à 34° 25' S), au sud de l'île du Sud (à 46° 30'S). Absent de la plus grande partie des Fiordland, il a été probablement introduit par des Maoris aux îles Chatham (à 44° 00'S) et sur l'île Stewart (à 46° 50'S). Il pousse dans un large éventail d'habitats, comme les lisières des forêts, les berges de rivières et les endroits dégagés et il est abondant à proximité de marécages. Le plus grand arbre connu avec un seul tronc pousse à Pakawau, dans le district de Golden Bay. On estime qu'il a 400 ou 500 ans et atteint 17 mètres de hauteur avec une circonférence de 9 mètres de diamètre à la base.
Robuste et à croissance rapide, C. australis est largement planté dans les jardins en Nouvelle-Zélande, les parcs et les rues, et de nombreux cultivars sont disponibles. Son fruit est une source de nourriture de prédilection pour le Carpophage de Nouvelle-Zélande et d'autres espèces d'oiseaux indigènes. On peut également le trouver en grand nombre dans des projets de restauration d'îles comme l'île Tiritiri Matangi où il a été parmi les premiers arbres à être plantés.

## Description

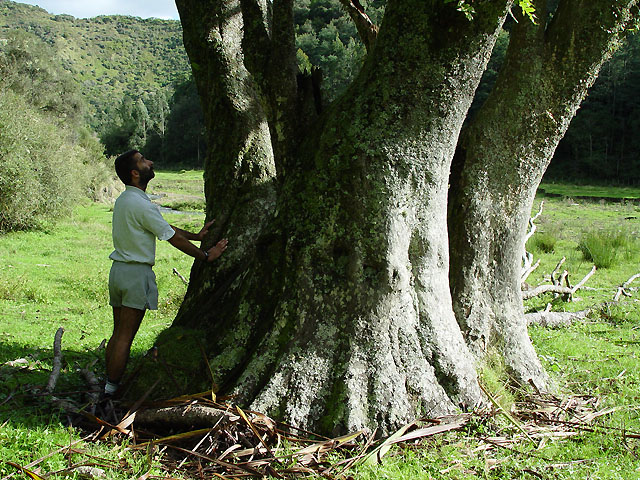
Old giant, à Waiotahi, dans la Bay of Plenty, en Nouvelle Zélande.

Cordyline australis pousse jusqu'à 20 mètres de hauteur avec un tronc de 1,5 à 2 mètres de diamètre. Avant de fleurir, il forme une mince tige non ramifiée. Après la première floraison, il se divise pour former une couronne très ramifiées avec des touffes de feuilles à l'extrémité des branches. Chaque branche peut se ramifier après avoir produit une tige florale. Son écorce, gris pâle à gris foncé, liégeuse, persistante et fissuré semble spongieuse au toucher,,,.
Les feuilles sont longues et étroites, en forme d'épée, dressées, vert clair à vert foncé, de 40 à 100 cm  de longueur et 3 à 7 cm de largeur à la base, et ont de nombreuses nervures parallèles,. Les feuilles poussent en grappes à l'extrémité des branches et peuvent retomber un peu à l'extrémité et même plier vers le bas à partir de la base quand elles sont vieilles. Elles sont épaisses et ont une nervure médiane indistincte des autres nervures fines qui sont plus ou moins égales et parallèles. Les surfaces supérieures et inférieures des feuilles sont semblables.
Au printemps et au début de l'été, des fleurs délicatement parfumées apparaissent portées par de grandes panicules denses (épis portant des fleurs) de 60 à 100 cm de long, bien espacées mais quelquefois un peu serrées, presque sessiles à sessiles. Les fleurs sont regroupées le long des ultimes rameaux du panicule. Les bractées qui protègent les fleurs avant leur développement ont souvent une teinte rose distincte avant que les fleurs ne soient ouvertes. Dans le sud de Canterbury et "North Otago" près d'Oamaru les bractées sont vertes,,.
Les fleurs font de 5 à 6 mm (de diamètre), les tépales sont libres presque jusqu'à la base, et recourbés. Les étamines ont la même longueur que les pétales. Les stigmates sont courts et trifides,. Le fruit est une baie blanche de 5 à 7 mm de diamètre, qui est appréciée des oiseaux,. Le nectar attire un grand nombre d'insectes, dont les abeilles, sur les fleurs. Dans les zones périurbaines où il est planté en Europe, la cordyline est une excellente plante mellifère.
De longs rhizomes, comme de longs doigts, couverts d'une écorce molle, violacée, pouvant atteindre jusqu'à 3 mètres de long dans les vieilles plantations, poussent verticalement sous terre. Ils servent à ancrer la plante dans le sol et à stocker le fructose sous forme de fructanes. Lorsqu'ils sont jeunes, les rhizomes sont pour la plupart charnus et sont constitués de cellules de stockage à paroi mince. Ils se développent à partir d'une couche appelée méristème secondaire.

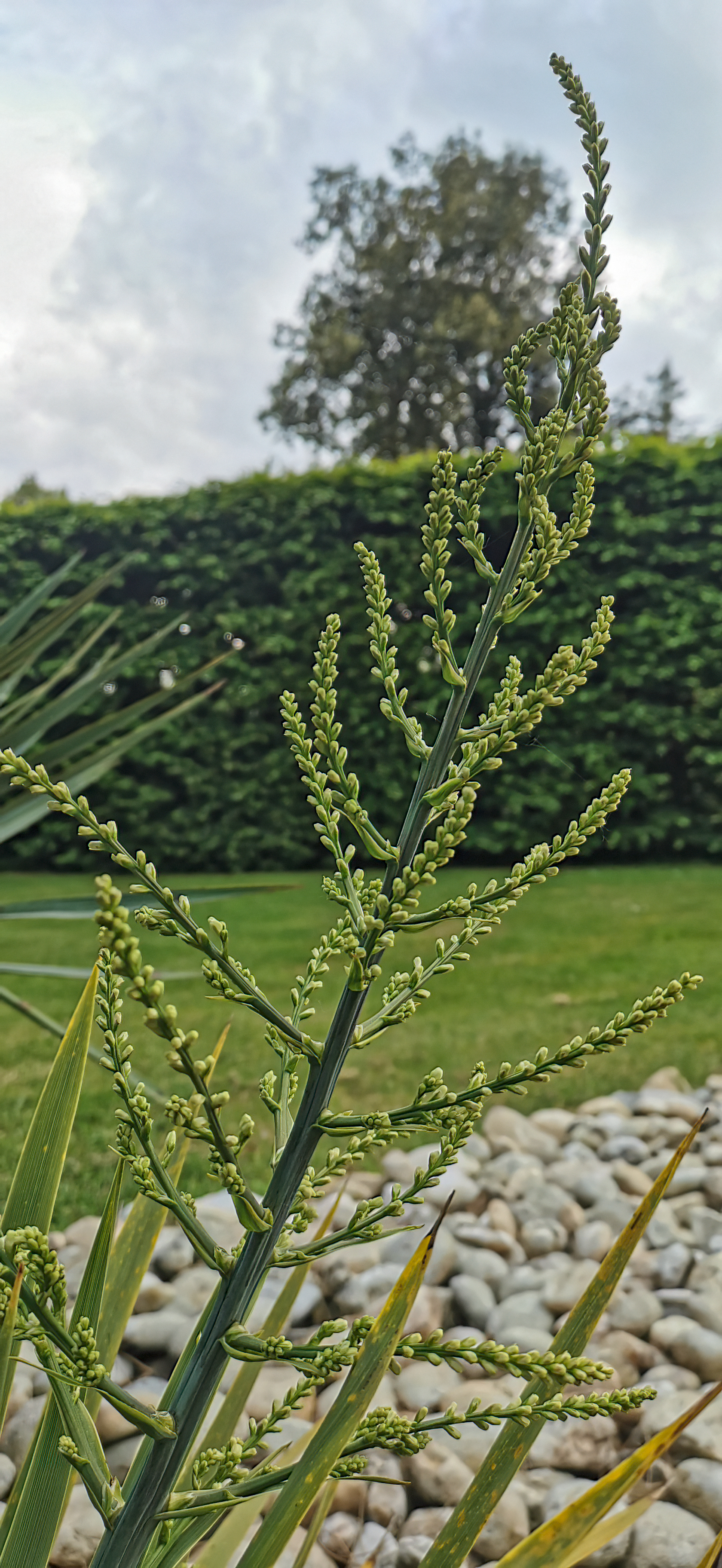
Inflorescence immature.
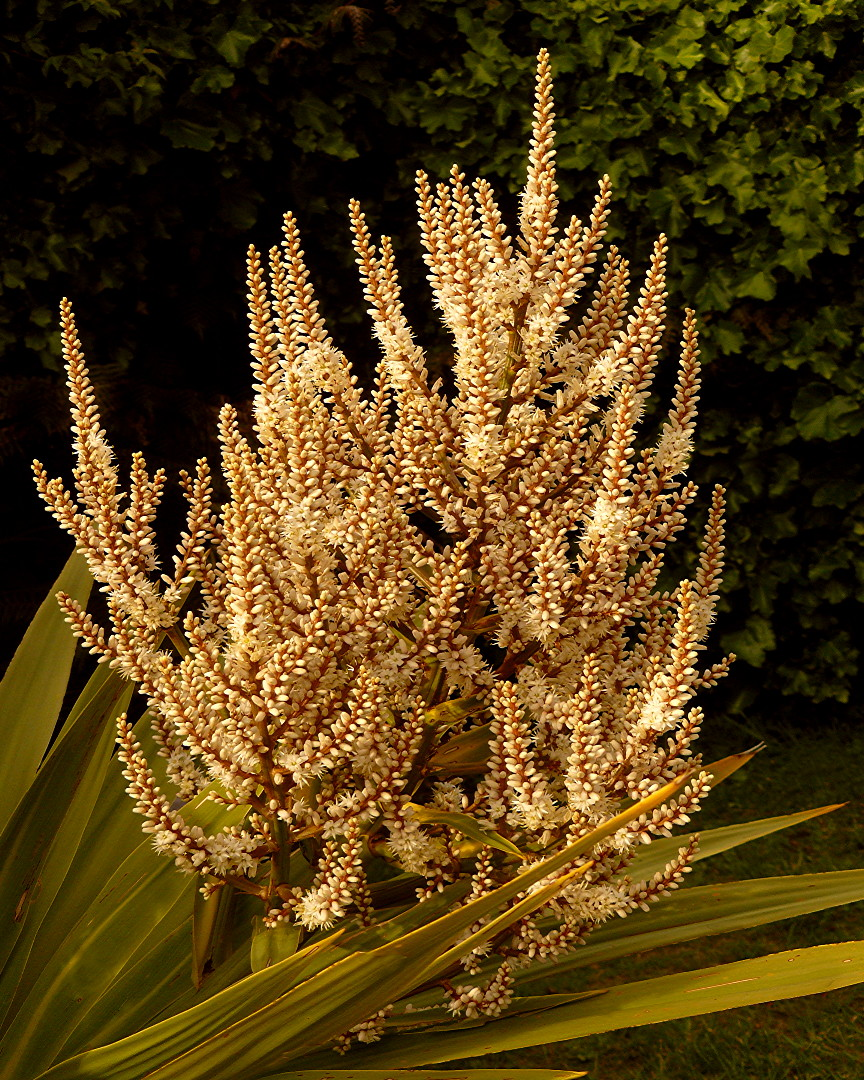
Hampes de fleurs .
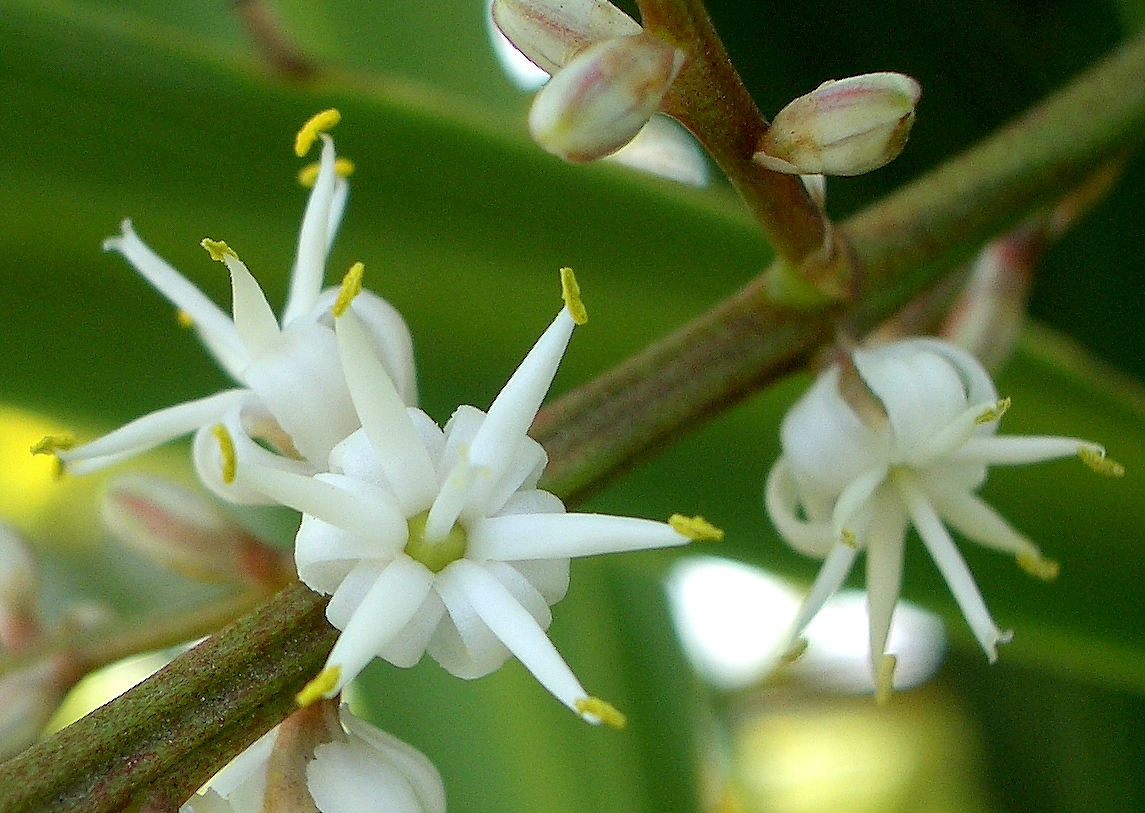
Fleurs.

## Diversité régionale

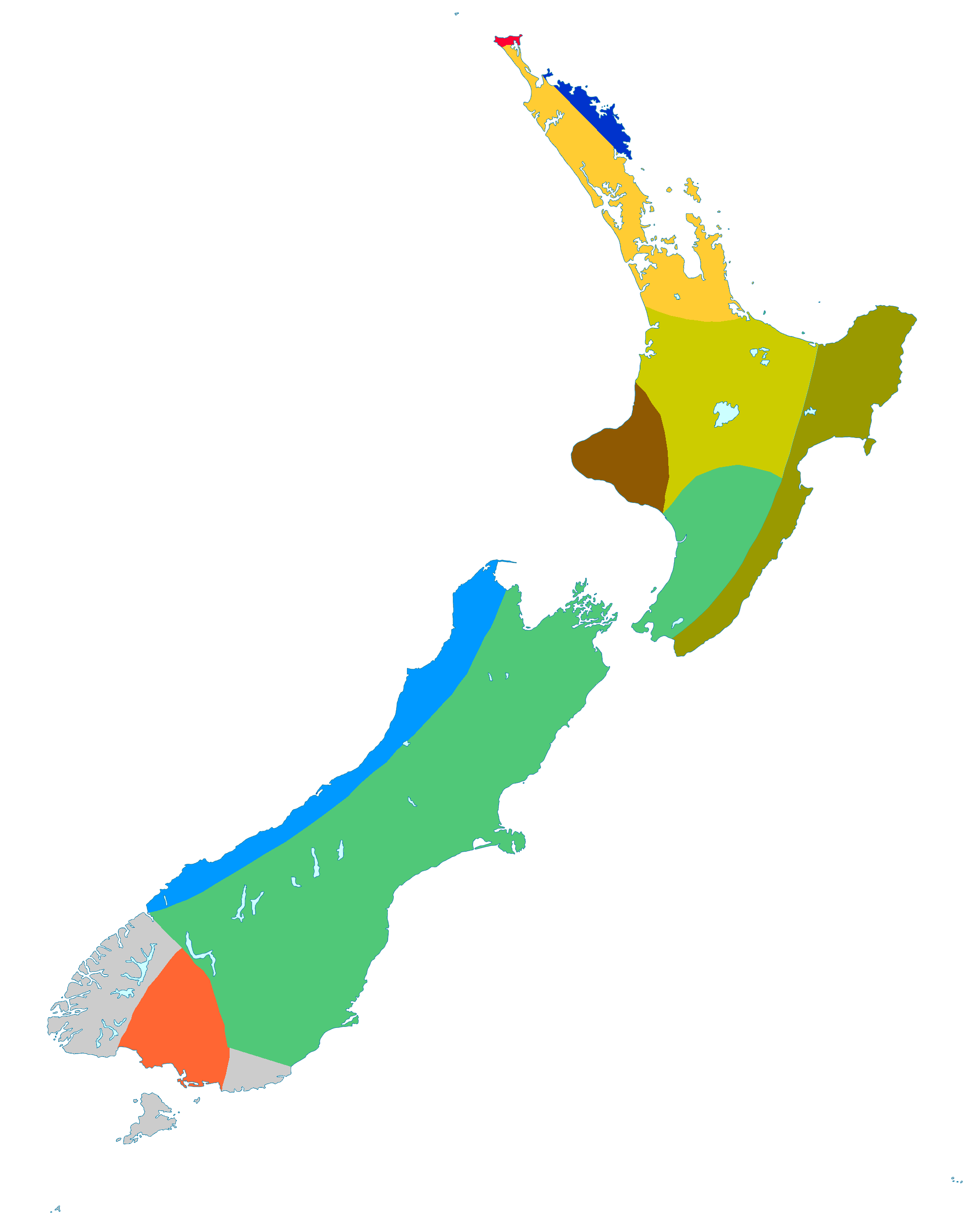
Aire de répartition et écotypes. Cliquez sur l'image pour accéder aux légendes.

Les espèces néozélandaises de Cordyline proviennent d'une arrivée de plantes tropicales depuis le nord il y a 15 millions d'années au Miocène chaud. Parce qu'il a évolué en fonction des conditions climatiques locales, de la géologie et d'autres facteurs, C. australis varie en apparence d'un endroit à l'autre. Ces variations peuvent se traduire sur l'apparence générale de l'arbre, la forme et la taille des branches, la forme, la taille, la couleur et la rigidité relatives des feuilles. Elles peuvent être également invisibles comme pour la résistance aux maladies ou aux insectes. Certaines de ces différencnces régionales sont suffisamment importantes pour que C. australis soit appelé par les Maoris dans l'île du Nord: Titi dans le nord, Manu Ti dans les hauts plateaux centraux, Tarariki dans l'Est et Wharanui à l'ouest.
Dans le Northland, C. australis montre une grande diversité génétique, suggérant que c'est là que les vieilles lignées se sont le mieux adaptées. Certains arbres dans le Grand Nord ont des feuilles souples, étroites, que le botaniste Philip Simpson attribue à l'hybridation avec C. pumilio. Dans l'est du Northland, C. australis a généralement des feuilles étroites, droites, vert foncé mais certains arbres ont des feuilles beaucoup plus larges que la normale et sont peut-être hybridés avec C. obtecta qui pousse au Cap Nord et sur des îles voisines. Ces caractéristiques se retrouvent dans les populations de C. australis poussant le long de certaines parties de la côte orientale de la péninsule Karikari jusqu'à la péninsule de Coromandel. Dans l'Ouest du Northland et à Auckland, pousse une forme souvent appelée Titi. Lorsqu'il est jeune, les Titis sont en général très fins et sont courants dans les jeunes forêts de Kauris. Quand il pousse dans les zones dégagées, il peut devenir avec un tronc massif avec de nombreuses et longues branches fines et des feuilles relativement courtes et larges.
Dans le centre volcanique du plateau, les arbres sont grands, avec de grosses branches relativement peu ramifiées et les feuilles sont raides, grandes, érigées. Les plus beaux spécimens se trouvent le long de la partie supérieure du fleuve Whanganui. Sur les vieux arbres, les feuilles ont tendance à être relativement larges. Les feuilles rayonnent fortement, ce qui suggère que le Manu ti s'est adapté aux hivers froids du haut plateau central. Il pourrait avoir son origine dans le nouveau pays de lave, de cendres volcaniques et de pierre ponce. Les arbres du type Manu ti se trouvent aussi dans le nord de Taranaki, les plaines de King Country et de la Bay of Plenty.
Le Tarariki se trouve dans l'est de l'île du Nord, depuis East Cape jusqu'à Wairarapa. Les Maoris apprécient ses feuilles étroites et piquantes comme source de fibres particulièrement résistantes et durables. Ces fortes fibres peuvent être une adaptation du Tarariki à la chaleur de la région et à ses étés secs. Dans certaines zones de Wairarapa, les arbres sont particulièrement épineux, avec des feuilles rigides et partiellement enroulées. Les arbres à proximité d’East Cape, en revanche, ont des feuilles qui pendent mollement sur l'arbre. À Hawke's Bay, certains arbres ont des feuilles plus vertes, plus larges, peut-être en raison du fait que les caractéristiques du Wwharanui seraient arrivées là à travers les gorges de Manawatu.
Le Wharanui pousse à l'ouest de la principale fracture de l'île du Nord. Ils ont de longues et larges feuilles flasques qui peuvent être une adaptation à la persistance des vents d'ouest. Le type Wharanui se rencontre à Wellington, Horowhenua et Whanganui et se prolonge avec quelques modifications sur la côte au sud de Taranaki. À Taranaki, les arbres ont généralement un couvert compact avec de larges feuilles droites. Dans l'île du Sud, le Wharanui est la forme la plus commune, mais il est variable. La forme typique se développe, avec peu de variation, depuis Cap-Campbell jusqu'au nord de The Catlins et de la côte Est aux contreforts des Alpes du Sud. Dans la vallée Wairau dans la région de Marlborough, les arbres ont tendance à conserver leurs vieilles feuilles mortes, leur donnant une apparence négligée. Le climat y est extrême, avec des étés chauds et secs et des hivers froids.
Dans le nord-ouest de Nelson, on trouve trois écotypes définis par le sol et l'exposition. Les arbres qui poussent sur les falaises de calcaire ont des feuilles raides et bleu-vert. Au bord des rivières, les arbres sont grands avec des feuilles étroites, molles, vert foncé, et ont un auvent inégal. Ils ressemblent aux arbres du cap Est de l'île du Nord. Le long de la côte vers le Grand-Ouest, les arbres sont robustes avec de larges feuilles bleutées. Les deux dernières formes s'étendent vers le bas de la côte Ouest, avec les formes aux feuilles souples poussant dans les vallées fluviales humides, fertiles, abritées tandis que les formes à feuilles bleutées préfèrent les pentes rocheuses exposées aux vents chargés de sel du littoral.
Dans l'Otago, les arbres deviennent progressivement de  plus en plus rare au fur et à mesure qu'on avance vers le sud jusqu'à ce qu'ils disparaissent au nord de Catlins. Ils réapparaissent sur la côte sud, à Waikawa, dans le Southland, mais ils ne sont pas le type Wharanui. Ce sont plutôt des arbres vigoureux à larges feuilles vertes et aux larges auvents. On les trouve le long de la côte vers Fiordland et, à l'intérieur des terres, au bord de quelques lacs glaciaires. Très vigoureux quand ils sont jeunes, ces arbres semblent bien adaptés aux hivers froids du sud.
Une étude de plants issus de semences recueillies dans 28 régions ont montré un changement Nord-Sud dans la forme des feuilles et des dimensions. Les feuilles de ces plants s'allongent et sont étroites vers le sud. Les plantules ont souvent des feuilles de couleur d'un brun-rouge qui disparaît en vieillissant et cette couleur devient de plus en plus commune vers le sud. Les changements de forme des feuilles se rétrécissant et devenant plus robustes du nord au sud et de la plaine vers la montagne suggère des adaptations aux temps plus froids.

## Taxonomie et nom

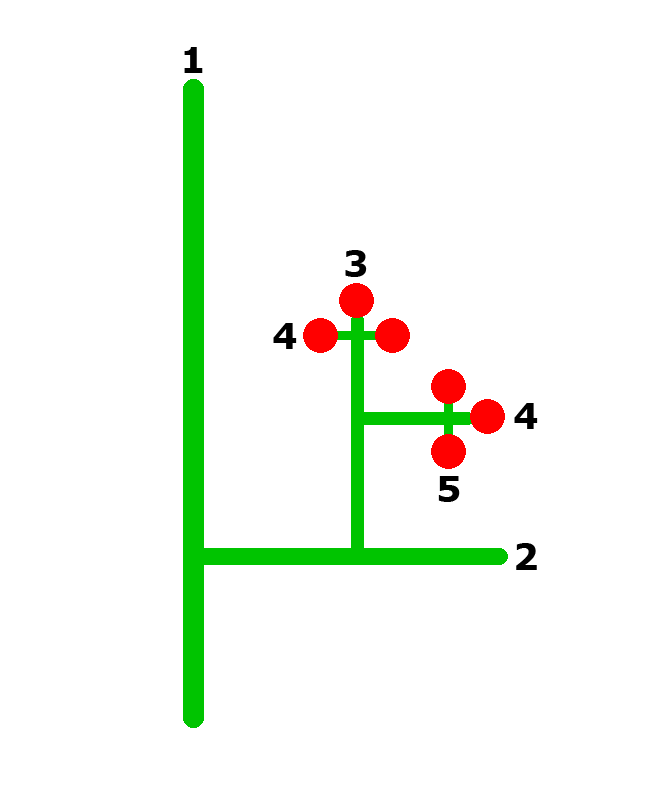
Diagramme montrant une grosse branche (1) qui donne 10 à 50 branches secondaires (2) qui à son tour donne des branches tertiaires (100 à 500) plus petites (3), et parfois des branches encore plus petites (5). Les fleurs apparaissent aux extrémités des branches 3,4 et 5.

Le premier plant de Cordyline australis recueilli par les Européens l'a été en 1769 par Sir Joseph Banks et Daniel Solander, naturalistes sur l'Endeavour lors du premier voyage lieutenant James Cook dans l'océan Pacifique. La localité type est Queen Charlotte Sound. Il a été nommé Dracaena australis par Georg Forster, qui a publié sa description dans l'entrée 151 de son Florulae Insularum Prodromus Australium de 1786. Il est parfois encore vendu comme un Dracaena, en particulier pour le marché des plantes de maison dans les pays de l'hémisphère Nord.
Le nom du genre Cordyline dérive de l'ancien mot grec kordulê (bosse, tumeur), en référence à son rhizome élargi, tandis que son épithète spécifique australis vient du mot latin signifiant "sud". Le nom commun chou palmiste lui a parfois été attribué par certains colons ayant utilisé les jeunes feuilles comme substitut de chou. Toutefois, le nom précède probablement la colonisation de la Nouvelle-Zélande - Georg Forster, écrit dans son livre « Voyage autour du monde » paru en 1777 dans les événements du vendredi 23 avril 1773, à la page 114 la découverte d'une des espèces apparentées découverte au Fiordland comme n'étant « pas le palmiste vrai » et affirme que « la pousse centrale, lorsqu'elle est suffisamment tendre, a un goût qui a quelque chose comme le noyau d'amande, avec un peu de la saveur du chou. ».
Cordyline australis est le plus grand des cinq espèces indigènes de Cordyline de Nouvelle-Zélande. Parmi elles, les plus communes sont Cordyline banksii, qui a un tronc mince et long, et Cordyline indivisa, une belle plante avec un tronc pouvant atteindre 8 mètres de haut portant une tête massive de feuilles larges longues de 2 mètres. Dans l'extrême nord de la Nouvelle-Zélande, C. australis se distingue de C. obtecta, son parent le plus proche, par sa forme fortement ramifiée, ses feuilles plus étroites et ses petites graines. C. australis est assez variable, et les plants côtiers des îles du Nord peut être hybridés avec C. obtecta. On peut trouver aussi souvent des hybrides avec C. pumilio et C. banksii lorsque les différentes espèces sont à proximité immédiate, car elles fleurissent à peu près au même moment et partagent le même nombre de chromosomes (2n=38) avec C. australis.
L'arbre était bien connu des Maoris avant sa découverte scientifique. Le terme générique de la langue maori pour les plantes du genre Cordyline est Ti, et les noms spécifiques à C. australis comprennent Tī kōuka, Tī kāuka, Tī rākau, Tī awe, Tī pua, et Tī whanake,,. Chaque tribu avait des noms pour l'arbre en fonction de ses usages et des caractéristiques locales. Simpson rapporte que les noms mettent en évidence les caractéristiques de l'arbre qui étaient importantes pour les Maoris. Il s'agit notamment de ce que la plante ressemblait à un grand arbre (Tī rākau, Tī pua), à la blancheur de ses fleurs (Tī puatea), à ses larges feuilles (Tī wharanui), à ses feuilles enroulées (ti tahanui), ou piquantes (ti tarariki). D'autres noms se référer à ses usages, qu'il s'agisse de ses fruits attiré oiseaux (Tī Manu), ou à ses feuilles particulièrement aptes à faire des cordes (Tī whanake) et des filets (Tī kupenga). Le nom le plus largement utilisé, Tī Kouka, fait référence à l'utilisation des feuilles pour l'alimentation.

## Écologie

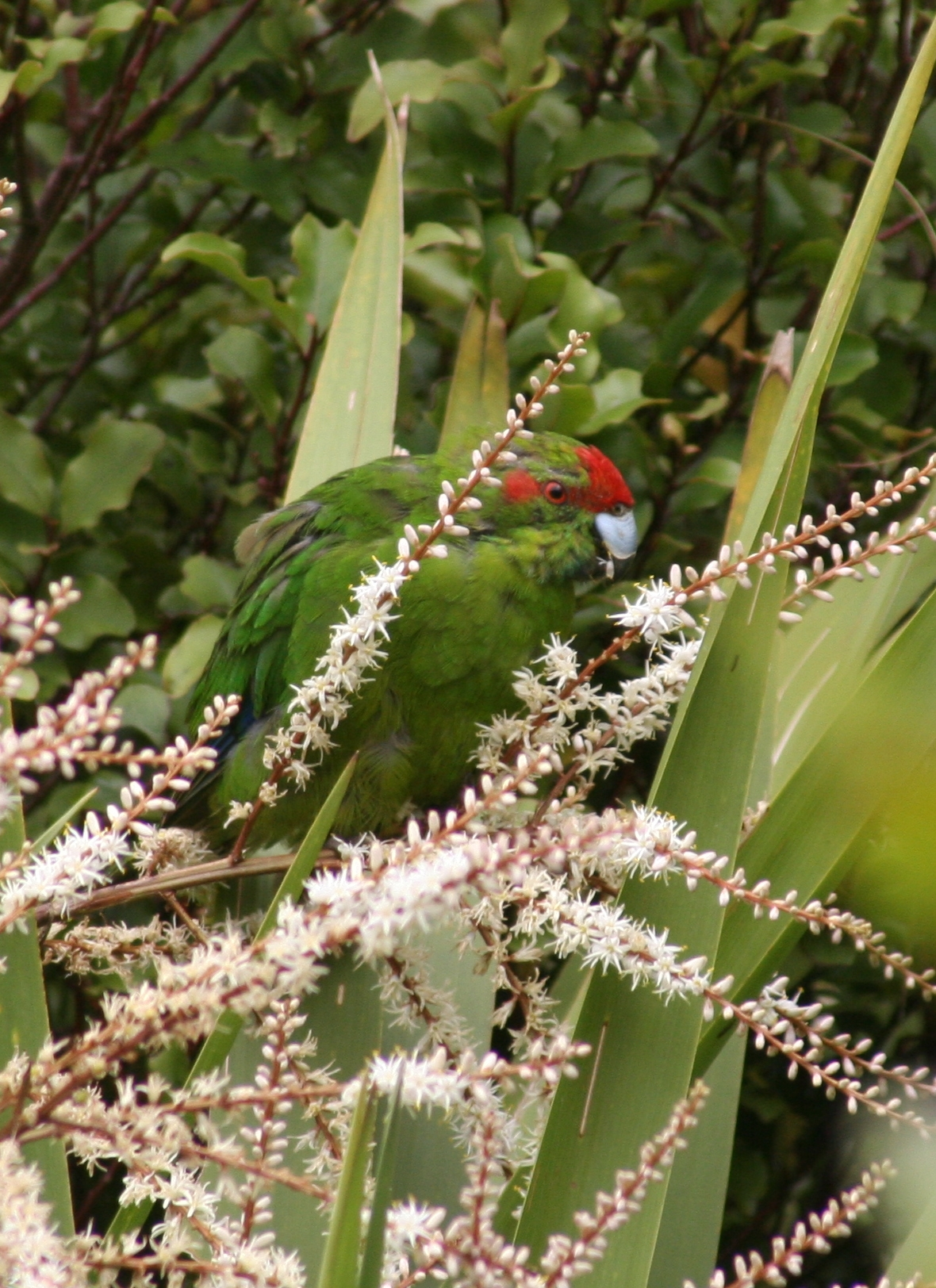
Une perruche de Sparrman se nourrissant de fleurs de Cordyline australis.

Une citation de Philip Simpson résume la grande variété d'habitats occupée par cet arbre au début de la colonisation européenne et à quel point son abondance et sa forme originale rentraient dans la mémoire des voyageurs arrivant dans le pays:

« Dans la Nouvelle-Zélande primitive, Cordyline australis occupait une grande variété d'habitats: n'importe quel endroit dégagé, humide, fertile et assez chaud lui permettait de s'implanter et de se développer: en forêt; au bord des côtes rocheuses, dans les marais de plaine, autour des lacs et le long de la partie basse des cours d'eau, sur des rochers isolés. En approchant de la terre par la mer, un voyageur polynésien savait qu'il était revenu à la maison et un voyageur européen évoquait des images de l'océan Pacifique. »

Cordyline australis pousse du cap Nord à l'extrême sud de l'île du Sud, où il devient de plus en plus rare, jusqu'à ce qu'il arrive au sud de ses limites naturelles à Sandy Point (46° 30'S), à l'ouest d'Invercargill près d'Oreti Beach. Il est absent de la plus grande partie des Fiordland, probablement parce qu'il n'y trouve pas un habitat convenable et est inconnu dans les îles subantarctiques, au sud de la Nouvelle-Zélande, probablement parce qu'il y fait trop froid. On le trouve sur quelques îles au large des côtes néozélandaises -comme Poor Knights, Stewart et The Chathams, mais il y a probablement été introduit par les Maoris. Dans la région de l'île Stewart, il est rare et on ne le trouve que sur certains îlots, caps et anciens points d'habitats où il peut avoir été introduit par les collectionneurs de puffins, tandis que sur les îles Chatham, il est aussi le plus souvent considéré comme «un grand absent ».
En général, espèce de plaine, il se développe du niveau de la mer jusqu'à environ 1 000 mètres d'altitude, atteignant ses limites supérieures sur les volcans du centre de l'île du Nord, où des éruptions lui ont créé des espaces dégagés et dans les contreforts des Alpes du Sud, dans l'île du Sud, où le déboisement peut avoir joué un rôle en lui donnant de la place pour se développer. C. australis a évolué dans le centre de l'île du Nord sous une forme plus robuste appelée par beaucoup Ti Manu avec des branches portant de larges feuilles raides et bien droites". Cette forme ressemble à celle trouvée dans l'extrême sud de l'île du Sud, ce qui suggère qu'elles se sont adaptées aux conditions de froid.
Cordyline australis est une espèce pionnière exigeante en lumière et les jeunes plants meurent quand ils sont dominés par d'autres arbres. Pour bien grandir, les jeunes plants nécessitent un espace dégagé de sorte qu'ils ne soient pas ombragés par d'autres végétaux. Une autre exigence est d'avoir de l'eau en permanence pendant le stade plantule. Alors que les arbres adultes peuvent stocker de l'eau et sont résistants à la sécheresse, les jeunes plants ont besoin d'un approvisionnement régulier en eau pour survivre. Cela empêche l'espèce de pousser dans les dunes à moins de la présence de dépressions humides et sur les  coteaux à moins qu'il n'y ait une zone d'infiltration. La fertilité du sol est un autre facteur de sa présence et les colons de Canterbury utilisaient la présence de l'espèce pour implanter leurs fermes et leurs jardins. Les feuilles tombées des arbres contribuent également à accroître la fertilité du sol sur lequel elles se décomposent. Un autre facteur est la température, en particulier les sévérités de gel. Les jeunes arbres sont tués par le gel, et les arbres, même anciens, peuvent être obligés de repartir du pied. C'est pourquoi C. australis est absent des zones de montagne et de l'intérieur des terres trop froides.
Les premiers explorateurs européens de Nouvelle-Zélande ont décrit « la jungle d'arbres choux » le long des ruisseaux et des rivières, dans les marais et les vallées en plaines. Peu d'exemples de cette ancienne abondance se retrouvent aujourd'hui, de telles zones étant les premières à être mises en valeur par les agriculteurs à la recherche d'un terrain plat et d'un sol fertile. Dans la Nouvelle-Zélande actuelle, Cordyline australis ne se rencontre habituellement que sous forme d'individus isolés et non comme faisant partie d'un écosystème sain.

## Culture
Cordyline australis est une des plantes indigènes de Nouvelle-Zélande les plus cultivées en Europe et aux États-Unis.

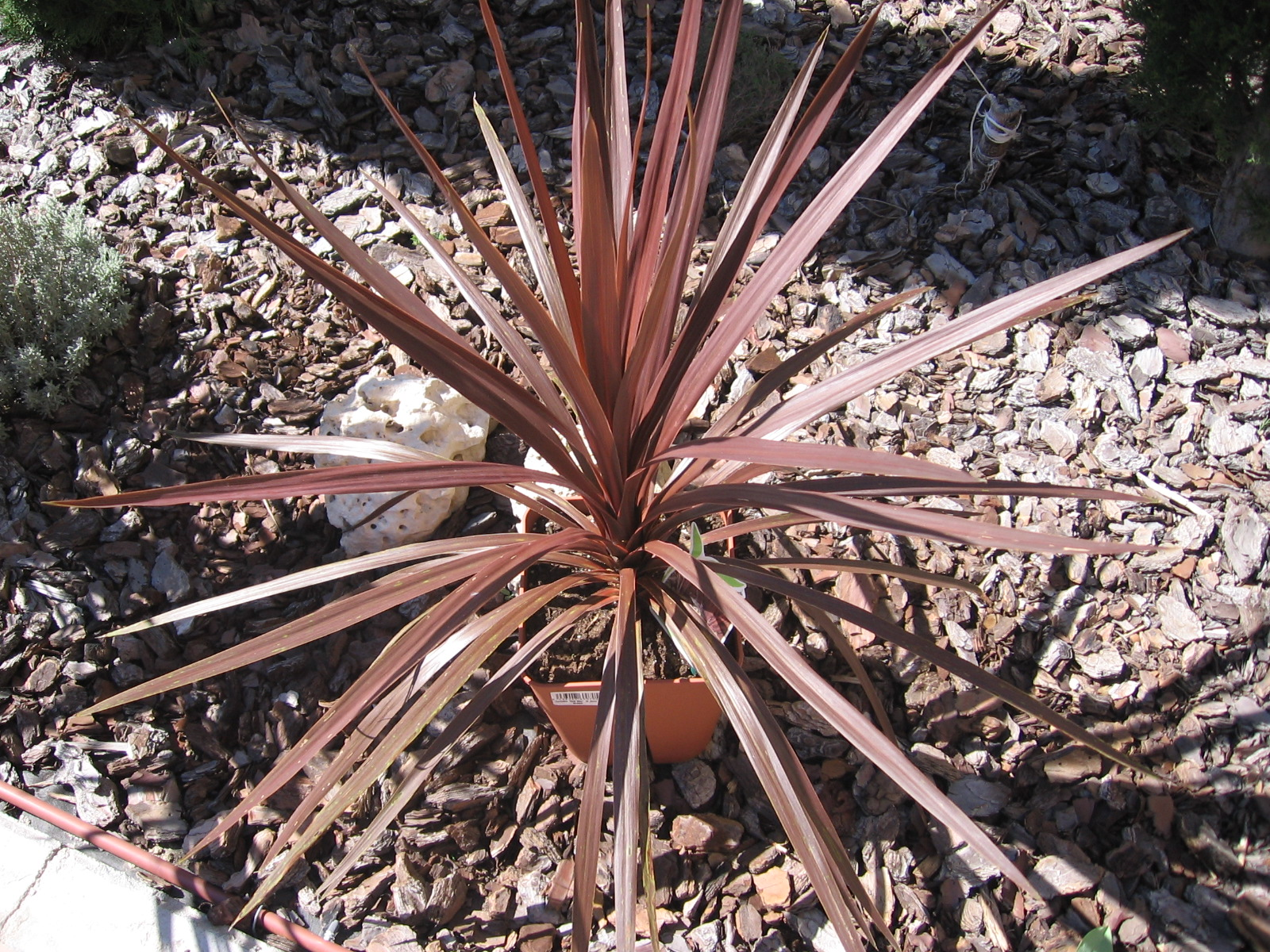
C. australis 'Red Star'.

Il existe deux variétés spontanées et de nombreuses variétés obtenues par sélections horticoles :
- C. australis var. atropurpurea : base de la feuille et nervure rouges
- C. australis var. purpurea : feuilles totalement bronze rougeâtre

et les cultivars :
- C. australis 'Albertii' aux feuilles striées de vert clair
- C. australis 'Doucettii' aux feuilles à rayures blancs et bord rose
- C. australis 'Red star' au feuillage rouge bronze

Cordyline australis est une plante facile à cultiver, assez résistante au froid, au vent et aux embruns. Elle demande seulement d'enlever de temps à autre les feuilles desséchées.
Elle tolère des gels à −8 °C et jusqu'à −13 °C par un temps sec et sur une courte période. Elle est très cultivée dans le Sud de la France. Dans les régions plus au nord, on peut la cultiver en pleine terre à condition de pailler le pied et de la couvrir d'un voile d'hivernage à la mauvaise saison.